# Rob Klinkhammer
Robert „Rob“ Klinkhammer (* 12. August 1986 in Lethbridge, Alberta) ist ein ehemaliger kanadischer Eishockeyspieler und derzeitiger -trainer, der im Verlauf seiner aktiven Karriere zwischen 2003 und 2022 unter anderem 193 Spiele für die Chicago Blackhawks, Ottawa Senators, Arizona Coyotes, Pittsburgh Penguins und Edmonton Oilers in der National Hockey League (NHL) auf der Position des linken Flügelstürmers bestritten hat. Darüber hinaus absolvierte er weitere 431 Partien in der American Hockey League (AHL) sowie 306 Begegnungen in der  Kontinentalen Hockey-Liga (KHL).

## Karriere
In der Saison 2006/07, seiner letzten in der Juniorenliga Western Hockey League, spielte Klinkhammer zunächst ein Spiel bei den Seattle Thunderbirds. Zuvor war er von der Saison 2003/04 bis zum Jahresanfang 2007 für die Lethbridge Hurricanes aktiv gewesen. Anschließend wechselte er zu den Portland Winterhawks und schließlich zu den Brandon Wheat Kings. In 66 Spielen, die der Angreifer in dieser Saison absolvierte, erzielte er 33 Tore sowie 40 Assists. In den Playoffs erreichte er mit Brandon das Halbfinale der Eastern Conference und erzielte dabei weitere vier Tore und vier Assists.
Zur Saison 2007/08 wechselte der Kanadier zu den Norfolk Admirals und spielte seine erste Profisaison in der American Hockey League. Am 19. Oktober 2007 gelang ihm bei seinem Profi-Debüt gegen die Binghamton Senators ein Assist. Sein erstes Tor als Profi schoss er am 23. November 2007 gegen die Springfield Falcons. Im März 2008 erzielte er in sechs Spielen hintereinander ein Tor. Insgesamt gelangen ihm in 66 Spielen zwölf Tore und zwölf Assists. Am 8. Juni 2008 unterschrieb Klinkhammer einen Vertrag über zwei Jahre als Free Agent bei den Rockford IceHogs, dem Farmteam der Chicago Blackhawks. Aufgrund einer Verletzung des rechten Flügelspielers der Blackhawks, Patrick Kane, debütierte er am 10. Dezember 2010 im Heimspiel gegen die Dallas Stars in der National Hockey League. Es war sein einziges Spiel in der NHL-Saison 2010/11.
Nach über drei Jahren bei den Rockford IceHogs, bei denen der Stürmer in 242 Spielen 44 Tore erzielte und weitere 65 vorbereitete, wechselte Klinkhammer im Dezember 2011 zu den Ottawa Senators und spielte zunächst mit deren Farmteam Binghamton Senators in der AHL. Am 4. März 2012 spielte er gegen die Florida Panthers zum ersten Mal mit Ottawa in der NHL. Nach dem Spiel bezeichnete Ottawas Trainer Paul MacLean Klinkhammer als einen seiner besten Spieler. In seinen 15 Spielen der NHL 2011/12 gelangen Klinkhammer zwei Assists.
Am 3. Juli 2012 unterschrieb er einen Vertrag bei den Phoenix Coyotes. Aufgrund des NHL-Lockout 2012 spielte der Flügelstürmer zunächst in der Saison 2012/13 mit den Portland Pirates. Am 23. Oktober 2012 gelang ihm dabei der erste Hattrick seiner Karriere. Nach dem Ende der Lockouts im Januar 2012 spielte er mit Phoenix. Dabei erzielte er in 22 Spielen fünf Tore und sechs Assists. Im Dezember 2014 wurde er im Austausch gegen Philip Samuelsson zum Ligakonkurrenten Pittsburgh Penguins transferiert, die damit auf ihre verletzungsbedingte Personallage im Sturm reagierten. Nach nur 10 Einsätzen gaben ihn die Penguins im Januar 2015 samt einem Erstrunden-Wahlrecht für den NHL Entry Draft 2015 an die Edmonton Oilers ab, die im Gegenzug David Perron nach Pittsburgh transferierten.
Im Juni 2016 verließ Klinkhammer Nordamerika und schloss sich dem HK Dinamo Minsk aus der Kontinentalen Hockey-Liga an. Nach einem Spieljahr dort wurde er kurz nach Beginn der Saison 2017/18 im Tausch für Stefan Elliott zum Ligakonkurrenten Ak Bars Kasan transferiert. Mit Kasan gewann er noch in derselben Spielzeit den Gagarin-Pokal. Letztlich war er zwei Jahre für den Klub aus Tatarstan aktiv, ehe er erneut innerhalb der Liga zum HK Awangard Omsk wechselte. Sein dortiges Engagement endete bereits nach einer Saison im Mai 2020. Zwei Monate später verpflichtete ihn der Ligakonkurrent HK Dinamo Minsk, für den er bereits in der Spielzeit 2016/17 aufgelaufen war. Nach einer Spielzeit wechselte der Kanadier im August 2021 zum HK Dynamo Moskau, wo er im Anschluss an die Saison 2021/22 seine Karriere kurz vor seinem 36. Geburtstag beendete. Anschließend wurde der Kanadier von den Rockford IceHogs aus der AHL als Assistenztrainer verpflichtet.

### International
Sein Debüt auf internationalem Niveau gab Klinkhammer im Rahmen der Olympischen Winterspiele 2018, bei denen er mit der kanadischen Auswahl, die ohne NHL-Spieler antrat, die Bronzemedaille gewann.

## Erfolge und Auszeichnungen
- 2018 Gagarin-Pokal-Gewinn und Russischer Meister mit Ak Bars Kasan
- 2018 Bronzemedaille bei den Olympischen Winterspielen
- 2021 Belarussischer Pokalsieger mit dem HK Dinamo Minsk

## Karrierestatistik

### International
Vertrat Kanada bei:
- Olympischen Winterspielen 2018

(Legende zur Spielerstatistik: Sp oder GP = absolvierte Spiele; T oder G = erzielte Tore; V oder A = erzielte Assists; Pkt oder Pts = erzielte Scorerpunkte; SM oder PIM = erhaltene Strafminuten; +/− = Plus/Minus-Bilanz; PP = erzielte Überzahltore; SH = erzielte Unterzahltore; GW = erzielte Siegtore; 1 Play-downs/Relegation; Kursiv: Statistik nicht vollständig)